# Лекшур (Глазовский район)
Лекшу́р — деревня в Глазовском районе Удмуртии, в составе Качкашурского сельского поселения.

## География
Улицы деревни:
- Сибирская

## Население
| 2010 | 2012 | 2015 |
| ---- | ---- | ---- |
| 60   | ↘58  | ↗78  |

Численность постоянного населения деревни составляет 58 человек (2007).